# Novo mesto (stacja kolejowa)
Novo mesto – stacja kolejowa w miejscowości Novo mesto, w Słowenii. Jest obsługiwana przez Slovenske železnice.